# Wereldbeker bobsleeën 2018/2019
De wereldbeker bobsleeën in het seizoen 2018/2019 (officieel: BMW IBSF World Cup Bob & Skeleton 2018/2019) liep van 3 december 2018 tot en met 24 februari 2019. De competitie werd georganiseerd door de FIBT, gelijktijdig met de wereldbeker skeleton.
De competitie omvatte dit seizoen acht wedstrijden in de drie traditionele onderdelen van het bobsleeën. Bij de mannen de twee- en viermansbob en bij de vrouwen de tweemansbob. De vierde wereldbekerwedstrijd in Königssee gold voor de Europese deelnemers tevens als het Europees kampioenschap.

## Kalender
| Plaats               | Datum                      | Mannen                          | Mannen                          | Vrouwen                         |
| Plaats               | Datum                      | Tweemans                        | Viermans                        | Tweemans                        |
| -------------------- | -------------------------- | ------------------------------- | ------------------------------- | ------------------------------- |
| Sigulda              | 7-9 december 2018          | ●●                              |                                 | ●                               |
| Winterberg           | 15-16 december 2018        |                                 | ●●                              | ●                               |
| Altenberg            | 5-6 januari 2019           | ●                               | ●                               | ●                               |
| Schönau am Königssee | 12-13 januari 2019         | ●                               | ●                               | ●                               |
| Innsbruck            | 19-20 januari 2019         | ●                               | ●                               | ●                               |
| Sankt Moritz         | 26-27 januari 2019         | ●                               | ●                               | ●                               |
| Schönau am Königssee | 28 januari-3 februari 2019 | Wereldkampioenschappen junioren | Wereldkampioenschappen junioren | Wereldkampioenschappen junioren |
| Lake Placid          | 15-16 februari 2019        | ●                               | ●                               | ●                               |
| Calgary              | 23-24 februari 2019        | ●                               | ●                               | ●                               |
| Whistler             | 25 februari-10 maart 2019  | Wereldkampioenschappen          | Wereldkampioenschappen          | Wereldkampioenschappen          |
| Totaal               | Totaal                     | 8                               | 8                               | 8                               |

## Wereldbeker punten
De eerste 30 in het dagklassement krijgen punten voor het wereldbekerklassement toegekend. De top 20 na de eerste run gaan verder naar de tweede run, de overige deelnemers krijgen hun punten toegekend op basis van hun klassering na de eerste run. De onderstaande tabel geeft de punten per plaats weer.
| Klassering = punten                          | Klassering = punten                           | Klassering = punten                               | Klassering = punten                          | Klassering = punten                          | Klassering = punten                          |
| -------------------------------------------- | --------------------------------------------- | ------------------------------------------------- | -------------------------------------------- | -------------------------------------------- | -------------------------------------------- |
| 1e = 225 2e = 210 3e = 200 4e = 192 5e = 184 | 6e = 176 7e = 168 8e = 160 9e = 152 10e = 144 | 11e = 136 12e = 128 13e = 120 14e = 112 15e = 104 | 16e = 96 17e = 88 18e = 80 19e = 74 20e = 68 | 21e = 62 22e = 56 23e = 50 24e = 45 25e = 40 | 26e = 36 27e = 32 28e = 28 29e = 24 30e = 20 |

## Tweemansbob (m)

### Uitslagen
| Datum      | Plaats       | Eerste                                           | Tweede                                        | Derde                                        |
| ---------- | ------------ | ------------------------------------------------ | --------------------------------------------- | -------------------------------------------- |
| 08/12/2018 | Sigulda      | Duitsland Francesco Friedrich Alexander Schüller | Letland Oskars Ķibermanis Matīss Miknis       | Oostenrijk Benjamin Maier Markus Sammer      |
| 09/12/2018 | Sigulda      | Duitsland Francesco Friedrich Martin Grothkopp   | Letland Oskars Ķibermanis Matīss Miknis       | Duitsland Christoph Hafer Tobias Schneider   |
| 05/01/2019 | Altenberg    | Duitsland Francesco Friedrich Thorsten Margis    | Canada Justin Kripps Cameron Stones           | Letland Oskars Ķibermanis Matīss Miknis      |
| 12/01/2019 | Königssee    | Duitsland Francesco Friedrich Martin Grothkopp   | Canada Justin Kripps Cameron Stones           | Duitsland Johannes Lochner Christian Rasp    |
| 19/01/2019 | Innsbruck    | Duitsland Francesco Friedrich Martin Grothkopp   | Duitsland Johannes Lochner Christian Rasp     | Letland Oskars Ķibermanis Matīss Miknis      |
| 26/01/2019 | Sankt Moritz | Duitsland Francesco Friedrich Alexander Schüller | Duitsland Johannes Lochner Christian Rasp     | Letland Oskars Ķibermanis Matīss Miknis      |
| 15/02/2019 | Lake Placid  | Duitsland Francesco Friedrich Thorsten Margis    | Frankrijk Romain Heinriech Dorian Hauterville | Canada Justin Kripps Cameron Stones          |
| 23/02/2019 | Calgary      | Duitsland Francesco Friedrich Thorsten Margis    | Canada Justin Kripps Ryan Sommer              | Duitsland Johannes Lochner Christopher Weber |

### Eindstand
| #  | Atleet              | Land | Punten |
| -- | ------------------- | ---- | ------ |
| 1  | Francesco Friedrich | GER  | 1800   |
| 2  | Oskars Ķibermanis   | LAT  | 1564   |
| 3  | Nico Walther        | GER  | 1232   |
| 4  | Dominik Dvořák      | CZE  | 1152   |
| 5  | Won Yun-jong        | KOR  | 1140   |
| 6  | Romain Heinrich     | FRA  | 1058   |
| 7  | Maksim Andrianov    | RUS  | 1036   |
| 8  | Justin Kripps       | CAN  | 1022   |
| 9  | Mateusz Luty        | POL  | 1000   |
| 10 | Johannes Lochner    | GER  | 988    |

## Viermansbob (m)

### Uitslagen
| Datum      | Plaats       | Eerste                                                                        | Tweede                                                                         | Derde                                                                       |
| ---------- | ------------ | ----------------------------------------------------------------------------- | ------------------------------------------------------------------------------ | --------------------------------------------------------------------------- |
| 15/12/2018 | Winterberg   | Duitsland Nico Walther Paul Krenz Christian Poser Eric Franke                 | Duitsland Francesco Friedrich Jannis Bäcker Alexander Schüller Thorsten Margis | Duitsland Johannes Lochner Florian Bauer Christopher Weber Christian Rasp   |
| 16/12/2018 | Winterberg   | Duitsland Francesco Friedrich Candy Bauer Martin Grothkopp Thorsten Margis    | Duitsland Johannes Lochner Marc Rademacher Christopher Weber Christian Rasp    | Duitsland Nico Walther Marko Hübenbecker Alexander Rödiger Eric Franke      |
| 06/01/2019 | Altenberg    | Duitsland Francesco Friedrich Candy Bauer Martin Grothkopp Thorsten Margis    | Letland Oskars Ķibermanis Matīss Miknis Janis Strenga Arvis Vilkaste           | Duitsland Nico Walther Paul Krenz Alexander Rödiger Eric Franke             |
| 13/01/2019 | Königssee    | Duitsland Johannes Lochner Florian Bauer Marc Rademacher Christian Rasp       | Letland Oskars Ķibermanis Matīss Miknis Arvis Vilkaste Janis Strenga           | Duitsland Francesco Friedrich Candy Bauer Martin Grothkopp Thorsten Margis  |
| 20/01/2019 | Innsbruck    | Duitsland Francesco Friedrich Candy Bauer Martin Grothkopp Alexander Schüller | Letland Oskars Ķibermanis Matīss Miknis Arvis Vilkaste Janis Strenga           | Duitsland Johannes Lochner Christopher Weber Florian Bauer Christian Rasp   |
| 27/01/2019 | Sankt Moritz | Duitsland Francesco Friedrich Candy Bauer Martin Grothkopp Alexander Schüller | Duitsland Johannes Lochner Gregor Bermbach Florian Bauer Christian Rasp        | Letland Oskars Ķibermanis Matīss Miknis Helvijs Lusis Janis Strenga         |
| 16/02/2019 | Lake Placid  | Canada Justin Kripps Benjamin Coakwell Ryan Sommer Cameron Stones             | Letland Oskars Ķibermanis Janis Strenga Arvis Vilkaste Matīss Miknis           | Rusland Maksim Andrianov Vasili Kondratenko Aleksej Zajtsev Roeslan Samitov |
| 24/02/2019 | Calgary      | Duitsland Francesco Friedrich Candy Bauer Martin Grothkopp Thorsten Margis    | Duitsland Nico Walther Paul Krenz Alexander Rödiger Eric Franke                | Duitsland Johannes Lochner Florian Bauer Christopher Weber Christian Rasp   |

### Eindstand
| #  | Atleet              | Land | Punten |
| -- | ------------------- | ---- | ------ |
| 1  | Francesco Friedrich | GER  | 1727   |
| 2  | Oskars Ķibermanis   | LAT  | 1616   |
| 3  | Johannes Lochner    | GER  | 1605   |
| 4  | Nico Walther        | GER  | 1531   |
| 5  | Maksim Andrianov    | RUS  | 1496   |
| 6  | Won Yun-jong        | KOR  | 1240   |
| 7  | Dominik Dvořák      | CZE  | 1088   |
| 8  | Aleksandr Bredichin | RUS  | 1016   |
| 9  | Markus Treichl      | AUT  | 1000   |
| 10 | Ivo de Bruin        | NED  | 976    |

## Tweemansbob (v)

### Uitslagen
| Datum      | Plaats       | Eerste                                            | Tweede                                            | Derde                                             |
| ---------- | ------------ | ------------------------------------------------- | ------------------------------------------------- | ------------------------------------------------- |
| 07/12/2018 | Sigulda      | Duitsland Mariama Jamanka Lisa Buckwitz           | Rusland Nadezjda Sergejeva Joelia Belomestnych    | Duitsland Anna Köhler Lisa-Sophie Gericke         |
| 15/12/2018 | Winterberg   | Duitsland Stephanie Schneider Ann-Christin Strack | Duitsland Mariama Jamanka Annika Drazek           | Verenigde Staten Elana Meyers Taylor Lake Kwaza   |
| 05/01/2019 | Altenberg    | Duitsland Mariama Jamanka Annika Drazek           | Canada Christine de Bruin Kirsten Bujnowski       | Verenigde Staten Elana Meyers Taylor Lake Kwaza   |
| 12/01/2019 | Königssee    | Duitsland Mariama Jamanka Annika Drazek           | Verenigde Staten Elana Meyers Taylor Lake Kwaza   | Duitsland Stephanie Schneider Ann-Christin Strack |
| 19/01/2019 | Innsbruck    | Duitsland Stephanie Schneider Ann-Christin Strack | Duitsland Mariama Jamanka Kira Lipperheide        | Verenigde Staten Elana Meyers Taylor Lake Kwaza   |
| 26/01/2019 | Sankt Moritz | Verenigde Staten Elana Meyers Taylor Lauren Gibbs | Duitsland Stephanie Schneider Lisa Sophie Gericke | Duitsland Mariama Jamanka Franziska Bertels       |
| 15/02/2019 | Lake Placid  | Verenigde Staten Elana Meyers Taylor Lake Kwaza   | Canada Christine de Bruin Kirsten Bujnowski       | Duitsland Stephanie Schneider Deborah Levi        |
| 23/02/2019 | Calgary      | Duitsland Mariama Jamanka Annika Drazek           | Verenigde Staten Elana Meyers Taylor Lauren Gibbs | Duitsland Stephanie Schneider Ann-Christin Strack |

### Eindstand
| #  | Atleet              | Land | Punten |
| -- | ------------------- | ---- | ------ |
| 1  | Mariama Jamanka     | GER  | 1712   |
| 2  | Stephanie Schneider | GER  | 1596   |
| 3  | Elana Meyers Taylor | USA  | 1470   |
| 4  | Nadezjda Sergejeva  | RUS  | 1386   |
| 5  | Anna Köhler         | GER  | 1304   |
| 6  | Brittany Reinbolt   | USA  | 1240   |
| 7  | An Vannieuwenhuyse  | BEL  | 1208   |
| 8  | Katrin Beierl       | AUT  | 1056   |
| 9  | Mica McNeill        | GBR  | 1008   |
| 10 | Martine Fontanive   | SUI  | 984    |

1983/1984 · 
1984/1985 · 
1985/1986 · 
1986/1987 · 
1987/1988 · 
1988/1989 · 
1989/1990 · 
1990/1991 · 
1991/1992 · 
1992/1993 · 
1993/1994 · 
1994/1995 · 
1995/1996 · 
1996/1997 · 
1997/1998 · 
1998/1999 · 
1999/2000 · 
2000/2001 · 
2001/2002 · 
2002/2003 · 
2003/2004 · 
2004/2005 · 
2005/2006 · 
2006/2007 · 
2007/2008 · 
2008/2009 ·
2009/2010 ·
2010/2011 ·
2011/2012 ·
2012/2013 ·
2013/2014 ·
2014/2015 ·
2015/2016 ·
2016/2017 ·
2017/2018 ·
2018/2019 ·
2019/2020 ·
2020/2021 ·
2021/2022 ·
2022/2023 ·
2023/2024 ·
2024/2025
Alpineskiën ·
Biatlon ·
Bobsleeën ·
Freestyleskiën ·
Langlaufen ·
Noordse combinatie ·
Rodelen ·
Schaatsen (junioren) ·
Schansspringen ·
Shorttrack ·
Skeleton ·
Snowboarden